# Sweetwater River (Kalifornien)
Der Sweetwater River ist ein Fluss im Süden von San Diego im Bundesstaat Kalifornien. Er entspringt in den Cuyamaca Mountains und mündet nach 88 km (55 mi) in die San Diego Bay. Im Verlauf des Flusses gibt es zwei Stauseen. Der Loveland Lake befindet sich 8 km südlich der Stadt Alpine. Der Loveland Dam wurde 1945 fertiggestellt und der Stausee hat ein Stauvolumen von 31.000.000 m³. Das Sweetwater Reservoir befindet sich 14 km südöstlich von San Diego. Der Sweetwater Dam hat ein Stauvolumen von 35.000.000 m³ und wurde 1888 fertiggestellt. Er wurde 2005 von der American Society of Civil Engineers in die List of Historic Civil Engineering Landmarks aufgenommen.